# 2003 au cinéma
| Années du cinéma : 2000 - 2001 - 2002 - 2003 - 2004 - 2005 - 2006    |
| Décennies du cinéma : 1970 - 1980 - 1990 - 2000 - 2010 - 2020 - 2030 |

Cet article présente les faits marquants de l'année 2003 au cinéma.

## Événements et faits marquants
- Pour le cinéaste chinois Jia Zhangke, l'année 2003 marque une libéralisation de la politique cinématographique chinoise : alors que cet art était auparavant « considéré comme un outil de propagande idéologique primordial du gouvernement », il est alors vu comme une « industrie[1]. » Les interdictions de filmer pour les cinéastes sont levées et ils peuvent « négocier avec la censure[1]. »
- Dans la nuit de 26 au 27 juillet, l'actrice française Marie Trintignant est battue à coups de poing et plongée dans le coma par son compagnon Bertrand Cantat dans leur chambre d'hôtel à Vilnius. Rapatriée en France le 31 juillet en état de mort cérébrale, elle succombera à ses blessures le 1er août à Neuilly-sur-Seine, puis inhumée le 6 août au cimetière de Père-Lachaise.

## Festivals

### Cannes
- Elephant de Gus Van Sant remporte la Palme d'or.
- Le Prix Vulcain de l'artiste technicien est décerné pour la première fois.

### Autres festivals
- 19 janvier : 9e Semaine du cinéma britannique d'Abbeville : x
- Festival du film de Sundance : American Splendor de Shari Springer Berman et Robert Pulcini gagne le Grand prix du Jury (Fictions)
- 2 février : 10e Fantastic'Arts de Gerardmer : Dark Water d'Hideo Nakata gagne le grand prix.
- 16 février : 53e Festival international du film de Berlin : In This World de Michael Winterbottom remporte l'Ours d'or.
- 16 mars : 17e Festival international de films de Fribourg (FIFF)
- 16 mars : 5e Festival du film asiatique de Deauville : x
- 30 mars : 25e Festival international de films de femmes de Créteil : x
- 1er avril : 30e Festival du film de Paris : x
- 13 avril : 21e Festival du film policier de Cognac : Box 507 (La caja 507) d'Enrique Urbizu gagne le grand prix.
- 7 juin : 27e Festival international du film d'animation d'Annecy : x
- du 1er au 6 juillet : 3e Festival international du film fantastique de Neuchâtel
- 6 septembre : 60e Mostra de Venise : Le Retour d'Andreï Zviaguintsev gagne le Lion d'or.
- 14 septembre : 29e Festival du cinéma américain de Deauville : What Alice found de A. Dean Bell (en) remporte le Grand prix.
- 7 au 15 octobre : 4e Festival international du film d'Aubagne - Music & Cinema[2].
- 17e Festival panafricain du cinéma et de la télévision de Ouagadougou (Fespaco).
- x : 6e Concours International de courts-métrages de la ville de Soria
- du 27 novembre au 30 novembre : 11e Festival du cinéma russe à Honfleur : Grand prix : Le Coucou (Кукушка), de Alexandre Rogojkine

## Récompenses

### Oscars
- Chicago est récompensé de l'Oscar du meilleur film.

### Césars
- Meilleur film, Meilleur réalisateur, Meilleur acteur : Adrien Brody: Le Pianiste de Roman Polanski gagne 7 Césars, avec la photo, la musique et les décors.
- Meilleure actrice : Isabelle Carré dans Se souvenir des belles choses
- Meilleur second rôle masculin : Bernard Le Coq dans Se souvenir des belles choses
- Meilleur second rôle féminin : Karin Viard dans Embrassez qui vous voudrez
- Meilleur film étranger : Bowling for Columbine de Michael Moore

### Prix Jutra
- Meilleur film québécois : Québec-Montréal de Ricardo Trogi
- Meilleur réalisateur : Ricardo Trogi pour Québec-Montréal
- Meilleure actrice : Karine Vanasse dans Séraphin : un homme et son péché
- Meilleur acteur : Pierre Lebeau dans Séraphin : un homme et son péché
- Billet d'or (film le plus populaire) : Séraphin : un homme et son péché de Charles Binamé

### Prix Jean-Vigo
- Le prix Jean-Vigo est attribué à Jean-Paul Civeyrac pour son film Toutes ces belles promesses avec Jeanne Balibar et Valérie Crunchant

### Autres récompenses
- Grand prix (Étalon de Yennenga) au Festival panafricain du cinéma et de la télévision de Ouagadougou : Heremakono d'Abderrahmane Sissako (Mauritanie)
- Prix Romy-Schneider : Ludivine Sagnier

## Principales sorties en salles en France

### Premier trimestre
- Le Vaisseau de l'angoisse - 1er janvier
- Gangs of New York - 8 janvier
- 24 heures de la vie d'une femme - 8 janvier
- Brocéliande - 8 janvier
- Le Château dans le ciel - 15 janvier
- Le Pharmacien de garde - 15 janvier
- La Vérité sur Charlie - 15 janvier
- Rire et Châtiment - 22 janvier
- Mafia Blues 2 - 22 janvier
- Punch-Drunk Love - 22 janvier
- Taxi 3 - 29 janvier
- Sex fans des sixties - 29 janvier
- La Beuze - 5 février
- Le Livre de la jungle 2 - 5 février
- 18 ans après - 5 février
- Le Cercle - 5 février
- Mariage à la grecque - 5 février
- The Magdalene Sisters - 5 février
- Arrête-moi si tu peux - 12 février
- Monsieur N. - 12 février
- Petites Coupures - 12 février
- La Fleur du mal - 19 février
- L'Amour sans préavis - 19 février
- Espion et demi - 19 février
- 8 Mile - 26 février
- Chicago - 26 février
- Ni pour ni contre (bien au contraire) - 5 mars
- Monsieur Schmidt - 5 mars
- Pas si grave - 5 mars
- Coup de foudre à Manhattan - 12 mars
- La 25e heure - 12 mars
- Stupeur et Tremblements - 12 mars
- Les lois de l'attraction - 12 mars
- Loin du paradis - 12 mars
- Chouchou - 19 mars
- Daredevil - 19 mars
- Hope Springs - 19 mars
- The Hours - 19 mars
- Effroyables Jardins - 26 mars
- Traqué - 26 mars
- Pinocchio - 26 mars
- Cypher - 26 mars

### Deuxième trimestre
- Le Cœur des hommes - 2 avril
- Bienvenue chez les Rozes - 2 avril
- Laisse tes mains sur mes hanches - 2 avril
- Snowboarder - 2 avril
- La Famille de la jungle, le film - 2 avril
- National Security - 2 avril
- Destination finale 2 - 9 avril
- Moi César, 10 ans ½, 1m39 - 9 avril
- Bon Voyage - 16 avril
- Dreamcatcher : L'Attrape-rêves (au Québec, L'Attrapeur de rêves) - 16 avril
- Wanted - 16 avril
- Il est plus facile pour un chameau... - 16 avril
- Fusion - 16 avril
- Frida - 16 avril
- La Vie de David Gale - 23 avril
- X-Men 2 - 30 avril
- Tristan - 30 avril
- Gomez et Tavarès - 7 mai
- Toutes les filles sont folles - 7 mai
- Mission Alcatraz - 7 mai
- Matrix Reloaded - 14 mai
- Fanfan la Tulipe - 14 mai
- Swimming Pool - 21 mai
- Dogville - 21 mai
- Das Experiment - 21 mai
- Basic - 28 mai
- Un homme à part - 28 mai
- 28 jours plus tard - 28 mai
- Les Côtelettes - 28 mai
- Mais qui a tué Pamela Rose ? - 4 juin
- Le Bison (et sa voisine Dorine) - 4 juin
- Self Control - 4 juin
- La Recrue - 11 juin
- Le Mystère de la chambre jaune - 11 juin
- Les Triplettes de Belleville - 11 juin
- Comment se faire larguer en 10 leçons - 11 juin
- Confessions d'un homme dangereux - 11 juin
- Filles uniques - 11 juin
- Nuits de terreur - 11 juin
- 2 Fast 2 Furious - 18 juin
- En sursis - 18 juin
- Cube² : Hypercube - 18 juin
- 7 ans de mariage - 25 juin
- Les Enfants de la pluie - 25 juin
- À la petite semaine - 25 juin

### Troisième trimestre
- Hulk - 2 juillet
- Nos enfants chéris - 2 juillet
- Sinbad : la Légende des sept mers - 9 juillet
- American Party - 9 juillet
- Shanghai Kid 2 - 9 juillet
- Charlie's Angels 2 : Les anges se déchaînent ! - 16 juillet
- L'Outremangeur - 16 juillet
- Kangourou Jack - 16 juillet
- Johnny English - 23 juillet
- Les Larmes du soleil - 23 juillet
- Blue Crush - 23 juillet
- Influences - 23 juillet
- Abîmes - 30 juillet
- Le Coût de la vie - 30 juillet
- Le Royaume des chats - 30 juillet
- Détour mortel - 30 juillet
- 8 jours & 8 nuits à Cancun - 30 juillet
- Terminator 3 : Le Soulèvement des machines - 6 août
- Rencontre avec le dragon - 6 août
- Bronx à Bel Air - 6 août
- Pirates des Caraïbes : La Malédiction du Black Pearl - 13 août
- Dumb and Dumberer - 13 août
- Le Talisman - 13 août
- Lara Croft : Tomb Raider, le berceau de la vie - 20 août
- Père et Fils - 20 août
- Les Égarés - 20 août
- Dark Blue - 20 août
- Phone Game - 27 août
- La Petite Lili - 27 août
- The Eye - 27 août
- Espion amateur - 27 août
- Bruce tout-puissant - 3 septembre
- Bienvenue au gîte - 3 septembre
- Dirty Pretty Things - 3 septembre
- Good Bye, Lenin! - 10 septembre
- Bye Bye Love - 10 septembre
- Dédales - 10 septembre
- Jeux d'enfants - 17 septembre
- Braquage à l'italienne - 17 septembre
- Les Associés - 17 septembre
- Monsieur Ibrahim et les Fleurs du Coran - 17 septembre
- Hero - 24 septembre
- Twentynine Palms - 17 septembre
- Les Invasions barbares - 24 septembre
- Underworld - 24 septembre
- Identity - 24 septembre

### Quatrième trimestre
- La Ligue des gentlemen extraordinaires - 1er octobre
- Je reste ! - 1er octobre
- Hollywood Homicide - 1er octobre
- Pur Sang, la légende de Seabiscuit (Seabiscuit) - 8 octobre
- Bad Boys 2 - 15 octobre
- American Pie : Marions-les ! - 15 octobre
- Mystic River - 15 octobre
- Janis et John - 15 octobre
- Cette femme-là - 15 octobre
- Tais-toi ! - 22 octobre
- Les Aventures de Porcinet - 22 octobre
- Il était une fois au Mexique... Desperado 2 - 22 octobre
- Elephant - 22 octobre
- École paternelle - 22 octobre
- France Boutique - 29 octobre
- Freddy Vs Jason - 29 octobre
- La Vie et tout le reste - 29 octobre
- Matrix Revolutions - 5 novembre
- Mauvais esprit - 5 novembre
- Les Sentiments - 5 novembre
- Souviens-toi de moi - 12 novembre
- Intolérable Cruauté - 19 novembre
- Michel Vaillant - 19 novembre
- Le Monde de Nemo - 26 novembre
- Kill Bill : volume 1 - 26 novembre
- Le Retour (Vozvrashcheniye)- 26 novembre
- Love Actually - 3 décembre
- S.W.A.T. unité d'élite - 3 décembre
- Pas sur la bouche - 3 décembre
- La Prophétie des grenouilles - 3 décembre
- Ripoux 3 - 10 décembre
- Les Looney Tunes passent à l'action - 10 décembre
- Les Clefs de bagnole - 10 décembre
- Innocents: The Dreamers (The Dreamers) - 10 décembre
- Le Seigneur des anneaux : Le Retour du roi - 17 décembre
- Après vous - 17 décembre
- In the Cut - 17 décembre
- Scary Movie 3 - 24 décembre
- Freaky Friday : Dans la peau de ma mère - 24 décembre
- Master and Commander : De l'autre côté du monde - 31 décembre.
- Calendar Girls - 31 décembre.

## Box-Office

### France
Article détaillé : Box-office France 2003
| Class.                    | Titre                                      | Pays       | Réalisateur                   | Box-Office France | Semaines     |
| ------------------------- | ------------------------------------------ | ---------- | ----------------------------- | ----------------- | ------------ |
| 1.                        | Le Monde de Nemo                           | États-Unis | Andrew Stanton et Lee Unkrich | 9 387 283 entrées | 26 sem (fin) |
| 2.                        | Le Seigneur des anneaux : Le Retour du roi | États-Unis | Peter Jackson                 | 7 393 904 entrées | 19 sem (fin) |
| 3.                        | Taxi 3                                     | France     | Gérard Krawczyk               | 6 151 691 entrées | 14 sem (fin) |
| 4.                        | Matrix Reloaded                            | États-Unis | Andy et Larry Wachowski       | 5 701 222 entrées | 17 sem (fin) |
| 5.                        | Pirates des Caraïbes                       | États-Unis | Gore Verbinski                | 3 886 529 entrées | 21 sem (fin) |
| Source :cbo-boxoffice.com |                                            |            |                               |                   |              |

### États-Unis
1. Le Seigneur des anneaux : Le Retour du roi (377 M$)
2. Le Monde de Nemo (340 M$)
3. Pirates des Caraïbes : La Malédiction du Black Pearl (305 M$)
4. Matrix Reloaded (281 M$)
5. Bruce tout-puissant (243 M$)
6. X-Men 2 (215 M$)
7. Elfe (173 M$)
8. Terminator 3 : Le Soulèvement des machines (150 M$)
9. Matrix Revolutions (139 M$)
10. Treize à la douzaine (139 M$)

### Grande-Bretagne
- - 1. Le Seigneur des anneaux : Le Retour du roi (106 M$).
  - 2. Le Monde de Nemo (67 M$).
  - 3. Love Actually (63 M$).

## Naissances
- 28 août : Quvenzhané Wallis

## Principaux décès

### Premier trimestre
- 4 janvier : Conrad L. Hall, réalisateur
- 8 janvier : Ron Goodwin, musicien
- 11 janvier : Maurice Pialat, réalisateur
- 11 janvier : Anthony Havelock-Allan, scénariste
- 12 janvier : Maurice Gibb, musicien
- 13 janvier : Norman Panama, réalisateur
- 18 janvier : Richard Crenna, acteur
- 23 janvier : Nell Carter, acteur et chanteur
- 25 janvier : Robert Rockwell (en), acteur
- 29 janvier : Peter Shaw, producteur
- 9 février : Vera Hruba Ralston, actrice
- 11 février : Daniel Toscan du Plantier, 61 ans, producteur
- 18 février : Jack Brodsky, producteur
- 22 février : Daniel Taradash, scénariste
- 25 février : Alberto Sordi, acteur
- 3 mars : Horst Buchholz, acteur
- 8 mars : Karen Morley, actrice
- 8 mars : Adam Faith, acteur et chanteur
- 9 mars
  - Stan Brakhage, réalisateur
  - Dzidra Ritenberga, actrice et réalisatrice lettonne
- 12 mars : Lynne Thigpen, actrice
- 15 mars : Dame Thora Hird, actrice
- 24 mars : Philip Yordan, scénariste
- 31 mars : Michael Jeter, acteur

### Deuxième trimestre
- 1er avril : Leslie Cheung, acteur et chanteur
- 2 avril : Michael Wayne, producteur
- 2 avril : Ansis Epners, cinéaste letton (º 26 octobre 1937)
- 12 avril : Sydney Lassick, acteur
- 26 avril : Peter Stone, scénariste
- 27 avril : Elaine Steinbeck (en), actrice
- 3 mai : Suzy Parker, actrice
- 14 mai : Dame Wendy Hiller, actrice
- 14 mai : Robert Stack, acteur
- 23 mai : Jean Yanne, 69 ans, réalisateur, scénariste, acteur
- 28 mai : Martha Scott, actrice
- 2 juin : Richard Cusack, 77 ans, scénariste
- 7 juin : Trevor Goddard, acteur
- 7 juin : Tony McAuley (en), réalisateur
- 12 juin : Gregory Peck, acteur
- 13 juin : Marc de Georgi, acteur français de doublage
- 15 juin : Hume Cronyn, acteur
- 29 juin : Katharine Hepburn, actrice
- 30 juin : Buddy Hackett, acteur

### Troisième trimestre
- 1er juillet : N!xau, acteur
- 6 juillet : Buddy Ebsen, acteur
- 25 juillet : John Schlesinger, réalisateur
- 27 juillet : Bob Hope, acteur
- 1er août : Marie Trintignant, actrice
- 2 août : Don Estelle (en), acteur
- 9 août : Gregory Hines, acteur
- 30 août : Charles Bronson, acteur
- 1er septembre : Jack Smight, réalisateur
- 8 septembre : Leni Riefenstahl, réalisateur
- 9 septembre : Larry Hovis, acteur
- 10 septembre : Harry Goz (en), doublage
- 11 septembre : John Ritter, acteur
- 16 septembre : Erich Hallhuber (de), acteur
- 22 septembre : Gordon Jump (en), acteur
- 27 septembre : Donald O'Connor, acteur
- 28 septembre : Elia Kazan, réalisateur

### Quatrième trimestre
- 2 octobre : Gunther Philipp, acteur
- 3 octobre : William Steig, scénariste
- 5 octobre : Denis Quilley, acteur
- 20 octobre : Jack Elam, 84 ans, acteur
- 21 octobre : Fred Berry, acteur
- 23 octobre : Tony Capstick (en), acteur
- 4 novembre : Ken Gampu (en), acteur
- 6 novembre : Eduardo Palomo, 41 ans, acteur
- 9 novembre : Art Carney, 85 ans, acteur
- 12 novembre : Jonathan Brandis, 27 ans, acteur
- 12 novembre : Penny Singleton, 95 ans, actrice
- 13 novembre : Kellie Waymire, 35 ans, actrice
- 14 novembre : Gene Anthony Ray, acteur
- 15 novembre : Dorothy Loudon, actrice
- 18 novembre : Michael Kamen, musicien
- 20 novembre : Kerem Yılmazer (tr), 58 ans, acteur
- 20 novembre : Robert Addie, 43 ans, acteur
- 25 novembre : Jacques François, 83 ans, acteur
- 27 novembre : Will Quadflieg, acteur
- 3 décembre : David Hemmings, acteur
- 14 décembre : Jeanne Crain, 78 ans, actrice
- 17 décembre : Ed Devereaux, acteur
- 19 décembre : Hope Lange, actrice
- 27 décembre : Sir Alan Bates, acteur
- 30 décembre : Anita Mui, 40 ans, actrice
- 30 décembre : John Gregory Dunne, 71 ans, réalisateur